# Célé
A Célé folyó Franciaország területén, a Lot jobb oldali mellékfolyója.

## Földrajzi adatok
A folyó Aveyron megyében ered a Francia-középhegységben, 715 méter magasan, és Bouziès városkánál, Cahorstól 20 km-re keletre torkollik be a Lot-ba. Hossza 104,4 km.

## Megyék és helységek a folyó mentén
- Aveyron
- Cantal : Saint-Constant
- Lot : Figeac, Marcilhac-sur-Célé, Espagnac-Sainte-Eulalie, Cabrerets